# 赤坂5丁目ミニマラソン
赤坂5丁目ミニマラソン（あかさか5ちょうめミニマラソン）は、TBSテレビ系のテレビ番組「オールスター感謝祭」において行われるコーナー。

## 概要
1993年春にスタートした。最初はピリオドのボーナスクイズの1つにすぎなかった。そこで走ったのは、芸能プロダクション対抗マネージャー4人の戦いだった。そこで司会の島田紳助（当時）が台本には無かった「タレントさんで走りたい方いますか?」の言葉から今の名物コーナーになった。
コーナー名の「赤坂5丁目」は、現TBS放送センター（及び現TBSホールディングス総本社）の所在地であることに由来。
通常他の企画ではアンケートを行った後、希望者から出場者を選考するが、この企画はアンケートで「走りたい」と押した人全員が参加できる企画である。難関はTBS放送センター正面玄関横からAスタジオに入れる大道具搬入口へ続く、傾斜のきつい二段坂（心臓破りの坂）となっていて、高低差は12mある。
2005年春からは、地元の商店街やTBSなどが主催する「赤坂春まつり・赤坂秋まつり」のイベントの一つとして位置づけられ、当日は一ツ木通り自体が終日歩行者天国になることから大がかりな交通規制が可能となり、2005年秋からは放送当日の日中には一般からの参加者を募り、ほぼ同じコース（TBS社屋内を除くエリア）を使って市民マラソン大会（赤坂チャリティマラソン）が開催されるなど、赤坂5丁目ミニマラソンは地域ぐるみの一大イベントとなっている。

## 経緯
開始当初は、ピリオドが始まる前にボーナスクイズで順位を予想した後にランナーがスタートし、帰ってくるまでにスタジオではチャンピオンを決めるため、ランナーが走っている姿はほとんどスタート・ゴールぐらいしか無かった。旧社屋時代は当時の収録スタジオであるGスタジオまでのコースの途中に一人ほどしか通れない廊下や通常の階段、螺旋階段もあった（Gスタジオの場所が旧社屋の1階ではなかったため）。スタッフ十数名が発光棒を持って警備・コース指示をするくらいで、マイクやカメラを持ったスタッフが並走していた。回を重ねることにカメラの台数・スタッフの数が増加していった。これらの背景からマラソン中継には熟練性がさらに必要となり、2006年以降はJNN各局から技術スタッフを招集し、国際マラソン大会並みの体制で放送されている。
1993年秋までは芸能人のマネージャーのレースも行われており、太ったマネージャーには「エレベーター使用可」などの特別ルールが与えられていた。
1996年まではクイズシステムが4択しか対応していないという都合上、キーパットアンケートで走りたい人の中から4人選ぶ形をとっていたが、1997年春の大会から「走りたい」を押した人は原則全員参加することになった（原則というのは、例えば年齢的に走るのが難しい人などが間違えて押した場合には、その人から押し間違えた旨の申告があれば除外される。そのため、出演者全員に参加する可能性があるため、明らかにマラソンに不向き・健康面やドラマ収録中などの理由でマラソンNGと思われる参加者を含め、毎回出演者全員分のゼッケンが用意される）。2010年代から2022年までは参加アンケートの実施がなかった。2023年春では、事前にマラソンのみに参加が決まっていた出演者に加え、およそ10年ぶりに解答者からの参加アンケートが復活した。
1998年春は、「春のデビュー戦」と題し、ミニマラソン未経験者のみ参加権を与えるという新たな試みがなされた。男女以外でのハンデを設けなかったため、上位をアスリートが占める結果となった。同年秋は理由は不明だがミニマラソンを開催していない。なおこの年は、常連選手（谷川、東など）は新企画「赤坂5丁目ミニバイアスロン」（後述）に参加した。
2007年秋の大会では「オールスター200人知名度調査」で名前を答えてもらえなかった芸能人がミニマラソンに強制的に参加となり、2008年春では「スターではない」ということで番組スタッフとして沿道の給水所および警備（これは逆に混乱するので中止）要員として強制参加となった。
開始当初は1周2.5kmのコースを走っていたが、現在の社屋になってから1996年秋までは2周、1997年春から2008年秋までは3周（1998年春と1999年春は2周）、2009年春からは4周（2009年秋と2010年春は3周、2024年秋は心臓破りの坂手前からの4周と4分の1程度）で行われる。また、当初はスタジオ内からの発走であったが、1997年春から参加希望者全員出走に伴い、現在のスタート地点にあるゲートからの発走となった。開始当初から原則としてTBS敷地外の公道上は歩道を走る事が原則となっていたが、2004年春から警視庁赤坂警察署の協力により公道が交通規制され車道を走ることが可能になった。2005年秋からはTBS赤坂5丁目再開発計画（赤坂サカスプロジェクト）の工事に伴い、コース上に通行止め箇所が多く出てきたことから、TBS放送センター移転、ジミー大西狙撃事件（後述）以来3回目となる大がかりなコース変更が行われた。その後、2008年3月20日の赤坂サカスのグランドオープン（これにより同敷地内の工事に伴う交通規制がすべて解除された）をはさんで2009年春まで、ほぼ毎回コースが変更されている。2009年春から現在まで、サカス坂（赤坂サカス敷地内の、赤坂ACTシアター・赤坂BLITZと赤坂Bizタワーの間の通り）を通り、公道（一ツ木通りなど）には一切出ないコースに固定されている。また、同地域が新しい観光名所となった事からレース中は警察およびTBSの警備員・スタッフ、計数百名によりコース全域に厳重な警備態勢がしかれる様になった。一方でゴール地点は、上位入賞の場合にはスタジオ内でのゴールとなり、1位がゴールしてから概ね2,3分後に表彰式が行われ、表彰式終了を以ってコーナーの放送も終了となる。この表彰式が終わるまでに間に合わないとスタジオでのゴールができず、最後の心臓破りの坂を上り切った直後での搬入口手前でのゴールとなり、数十メートルではあるが途中打ち切りという形となる（ごく一部の回を除き、そのゴールの様子が放送されることもない）。そのため、スタジオ内でのゴールを果たせるのは上位20名程度が限度であることが現実である。
2009年春、谷川真理指導の下、芸能人ランナー強化プロジェクトが実施された。参加者は藤森慎吾、本山華子、ギャル曽根、高橋光臣、ノッチの5人。一般枠で出場し（ただし高橋だけハンデつき）この中から誰かしら表彰台に立つ（3位以内に入る）という目標で行われ、ノッチが準優勝、その後の活躍のきっかけとなった。
2010年春のミニマラソンは、TBSラジオにて放送された『夜もキラ☆キラ〜TBSラジオオールスター感謝祭』の中でも同時放送した。この番組で小島慶子が語ったところによると、TBSは新社屋建設を含む地域の再開発の際、赤坂5丁目ミニマラソンを実施することを想定して設計したという。
2019年春のミニマラソンはコーナー史上初めて山分けクイズの対象にならなかった。また、直前まで「ぬるぬるトレジャーハンター」を行っていた関係上4週目の最後以外は大道具通路が折り返しポイントになっていた。休憩タイムが廃止されマラソンに参加してない人はこの間に休憩を取り1位のランナーをスタジオで迎える前には全員戻っていた。なお、2019年秋は従来の形式に戻されている。
2020年秋では、ギャラリーの密集による新型コロナウイルス感染拡大を避けるため、赤坂ではなく、緑山スタジオ・シティで開催され、コーナータイトルも「緑山2100番地ミニマラソン」となった。また、この回から山分けクイズそのものが廃止されているが、優勝者を当てるクイズの対象にはなっている。
2021年春 - 2022年秋では、開催地を東京ドイツ村に移して行われ、タイトルも「東京ドイツ村ミニマラソン」となっている。東京ドイツ村では、全長700mのアップダウンだらけで平坦がほぼ無いコースを5周（合計3.5km）走ることになる。
マラソンの会場が赤坂以外の場合は、そもそも物理的に赤坂のスタジオ出演者が参加不可能のため、ゲスト出演者のみでマラソンを行う。逆にマラソン出演者は解答者として、およびそれ以外のコーナーには出演できない。
2023年春は3年半ぶりに赤坂でミニマラソン開催することを同年4月1日に発表。前述の通り、本コーナーのゲストを中心としつつも、解答者も再び参加できるようになった。また、番組の冒頭で番組開始時から解答者の参加を募集していることが明かされている。なお解答者の参加権の復活に伴い、ゲスト出演者のゼッケン番号は100番以降に割り振られている。
開始当初は番組最初のメインコーナーとして放送され、1999年春から2000年春は、番組終盤に放送。2000年秋以降は前半戦最後のメインコーナーであり、このコーナーの前までに一気にCMを消化して中継中は一切CMを入れずに放送している。例年マラソン終了後は休憩タイムになるため参加しない芸能人も少なくない。
例年21時を跨ぐように放送されるが、2012年春は休憩タイムと時間が入れ替わったため21時頃に後半戦一発目として、2019年秋は20時前に放送されるなど例外もある。

## レースの形式
レースは1998年以降現在まで、男女混合によるハンデ戦となっている。当初は上岡龍太郎がハンデを決める役割を担っていたが、2015春までは「ハンディキャップ委員会」と称すスタッフの打ち合わせおよび、コンピュータがはじき出したデータによって決められていた。2015年秋では瀬古利彦監修のハンデ戦となり、それ以降も「一般○○」「運動自慢○○」などのカテゴリ自体は共通している。
ゼッケンの色は解答者が中心の2019年秋までは基本的に赤■で統一されていたが、ゲスト出演者が中心となった2020年秋からは概ねカテゴリごとに分けられている。2023年春より、ミニマラソンへの参加を決めた解答者は白□で統一される。
2025年春におけるスタート順と、ゲスト出演者のゼッケンの色は以下の通り。
- 一般女子（赤■）
  - 2010年春では、外見が「おなべ」に似ていることをネタにされた伊達みきお（サンドウィッチマン）がこの枠でスタートした[注 9][注 10]。
- 一般男子（黄色■）
  - アイデンティティの2人や花札マンなど、目立つためだけに出場する芸人も含まれる。
- 運動自慢女子（赤■）
  - 2023年秋から2024年秋までは「一般男子」と一纏めにされ「一般」枠となっていたが、2025年春では再び従来のカテゴリに分けられている。
- 運動自慢男子（紫■）
  - マラソン以外の現役アスリートや、過去の成績優秀者なども含まれる。2024年春以降は『SASUKE』から出場選手数名がエントリーし、この枠でスタートする。なお、2024年秋では優勝経験のある森脇健児もこの枠に割り当てられた。
- 常連ランナー（オレンジ■）
  - 2021年秋から2024年秋までは「歴代優勝者」枠で、その名の通り歴代優勝者のみが割り当てられていた。2025年春ではカテゴリ名が「常連ランナー」に戻り、優勝経験の無いノッチとワタリ119もこの枠でのスタートとなった。
- マラソンガチ勢（黒■）
  - 猫ひろしや佐野文哉など、一部の選手により重いハンデが課せられる場合もあり、2025年春ではカテゴリ名とゼッケンの色が独立した。
- 招待選手
  - 「一般女子」と招待選手のハンデ差は1周当たり60〜90秒程度。2025年春では1周当たり96秒以上の差を開けてのスタートとなった。

2003年春までは画面右下のタイムは1/10秒単位で計測されていたが、2003年秋より通常のマラソンと同じく1秒単位の計測となった。また同じく2003年秋には、ICチップを利用したシステムの導入により、地点毎の通過順位とタイム差が画面に表示されるようになった。2013年秋からは画面右下のタイムが表示されなくなった。

### 過去のゼッケンの割り当て
- 赤■：2020年秋から2024年春までは以下を除くゲスト出演者が使用。2024年秋は「運動自慢男子」枠が使用した。
- 黄色■：2020年秋・2021年春は「常連ランナー」枠、以降は主に「運動自慢男子」枠が使用。2024年秋は「歴代優勝者」枠以上が使用した。
- 紫■：2021年春・2021年秋は「アスリート」枠と前回優勝者（澤井一希、三遊亭遊子）、2022年春から2024年春まではアーティスト勢[注 11]が使用。
- オレンジ■：2023年春から2024年春まで「歴代優勝者」枠以上が使用。ただしアーティスト勢は紫が優先された。
- 薄青■：2023年春にアスリート勢が使用。
- 緑■：2023年秋に『下剋上球児』勢が使用。
- ピンク■：2024年秋に「一般女子」枠が使用。
- 青■：2024年秋に「一般」枠が使用。

## 実況・解説者

### 実況
- 林正浩（1994年春）
- 鈴木史朗（1994年秋）
- 松下賢次（1995年春・秋）
- 初田啓介（1996年春 - 2020年秋[注 12]）
- 矢野武（2014年秋）
- 藤森祥平（2019年秋）
- 杉山真也（2021年春 - ）

### 解説
- 金哲彦（2013年秋・2014年秋・2015年春・2016年秋）
- 瀬古利彦（2014年春）
- 原晋（2015年秋 - [注 13]）
- 増田明美（2020年秋・2023年秋）
- 神野大地（2021年秋）

## 参加者

### 芸能人ランナー（優勝経験者など）
このマラソンの知名度が上がるにつれて、国内外から陸上選手を招待したり、芸能人の中でも、このマラソンに備えて、数ヶ月前から練習したり、東京マラソンなどの大会に多く出場する者も少なくない。また、ミニマラソンをきっかけに芸能人マラソンランナーとしての活動の幅を広げた芸能人も多い。
現在、出走している好成績を収めた芸能人ランナー
- 森脇健児

03秋に初出場で初優勝。それ以降は連続出場を維持し、その結果23秋には20年連続40回連続出場を達成した。そのため、ほぼ同年代のライバル（東国原、水内など）が参加しなくなる一方、ライバルのほとんどが年下ばかりになっている。そのような状況下ではあるが、毎回高めのハンデが設定される状況の中、その安定感に陰りは見られない状況にあった。だが、43回目の出場となった25春はレース直前に足の負傷があったからか、他の参加者よりも1周少ないままゴールした。かつて『夢がMORI MORI』（フジテレビ）で共演していた稲垣吾郎（この日解答者として参加）との再会を果たした。後述するように、今やミニマラソンおよび当番組には欠かせない人物・感謝祭名物男になっていて（特に14秋以降）、2021年に放送開始した朝の情報バラエティ番組『ラヴィット!』においても、放送前日の金曜に当番組およびミニマラソンを代表してゲスト出演するのが恒例となっている。
大半の回で母校・洛南高校陸上部のピンクの短パンを着用して走っている。走ることに命を懸けており、本人にとって感謝祭はオリンピックか「紅白歌合戦」のようなビッグイベントとの事。また、芸能関係では史上初である本格的な陸上部・松竹陸上部（中長距離専門）の創設者でもある。14秋からは目標の順位以内に入らなければ「ミニマラソン引退」を宣言しており、引退するかしないかが視聴者プレゼントの問題にもなったが、いずれの回も目標をクリアし引退を回避している。50歳を迎えて直後の17春に、13年半ぶり2度目の優勝。50歳代での優勝は、森脇の他にみのもんた、鈴木正幸しかいない。
- 猫ひろし

05秋初出場。後述のようにハンデがきつい中で毎回好成績を残しており、東京マラソンなどで3時間以内の成績を残している。12春はロンドン五輪カンボジア代表としてゲスト出演（この回は解答者ではなかった）ワイナイナと同ハンデで出走した。が、その後、国籍ルールに抵触し出場権を剥奪された。今後のカンボジアマラソン代表で国際大会への出場が待たれるなど、芸能人マラソンランナーというよりはプロランナーとして活動している。14年秋では、仁川アジア大会のフルマラソンを完走した翌日に帰国しミニマラソンに出場した。16秋以降、出場が途絶えていたが、24春で7年半ぶりに出場、ハンデも従来通り「歴代優勝者」「常連ランナー」枠より重い「マラソンガチ勢」枠となっている。
- 小島よしお

07秋初出場。永らく、運動自慢タレント枠のハンデが課せられながら安定した成績だったものの、優勝には届いていなかった。23春に、初参加から苦節16年目で初優勝となった。以降は「歴代優勝者」枠の出場となっている。
- ノッチ（デンジャラス）

09春に谷川の特訓を受け、その後毎回上位常連となる。09年当時はオバマ大統領のそっくりさんとして有名だったため、2009年内はノッチが折り返し地点を通過するたびにアメリカ国歌が流れるという演出がなされた。以降、安定した順位で走っていたが、19秋にて導入された常連ランナーに対するサバイバル制度（常連ランナーの中で最もタイムが遅かった者が、今大会をもってミニマラソンからの卒業をする制度）により、6位入賞ながら最もタイムが遅かったため、事実上ミニマラソンからの卒業が決定した。20秋はスターターとして出演した。理由は不明だが21春ではランナーとして1年半ぶりに出場した。以降も運動自慢タレントとして森脇よりも年上ながら（2歳差）、安定した走りをしている。
- 森渉

13春初出場で初優勝。19秋には竹石尚人に心臓破りの坂からゴールまでのデッドヒートの末に僅差で競り勝ち、2度目の優勝を果たし、表彰式の際には、感極まり涙を流した。また、妻の金田朋子も解答者席で涙を流し、夫の優勝を喜んだ。
- ハリー杉山

13秋初出場。初出場でいきなり7位に入賞し、15春は3位以内でないと引退のかかった森脇を振り切り優勝。それ以降もハンデを乗り越え安定してシングルフィニッシュを果たしていたが、25春は初めてゴールテープを切ることができなかった。
- 山本浩司（タイムマシーン3号）

16春初出場。初出場でいきなり10位に入賞、16秋は土屋太鳳らと激戦を繰り広げ5位、17春は最終ラップの心臓破りの坂で森脇健児に競り負けての2位と、3回続けて入賞していたが、23秋以降は周回遅れになっている。また、山本がアシスタントを務めているラジオ番組「有吉弘行のSUNDAY NIGHT DREAMER」でも山本は同様の発言をしたが、有吉弘行は「人数合わせで参加する人もいるのはわかるよ。でも、マラソンが出来る側の人間として出ているのに、あの走りじゃ誰の期待も応えていない」と言い放った。なお、相方の関太も自身がモノマネしている秋元康の格好で走っている（20秋 - 22秋は普通の格好で走っていた）
- 井上咲楽

18秋初出場。ノーマークの一般女子枠から9位に入賞。22秋では運動自慢女子枠での出走となり、同枠の金田や佐藤楓（乃木坂46）といった過去に好走を見せた対抗馬に対して明確な差をつけ、再び上位に入賞した。23春も途中9位と奮闘していたがスタジオには完走出来なかった。以降出場していなかったが、25春に2年ぶりに出場。
- ワタリ119

18秋初出場。18秋10位、19春9位、22春13位、23秋3位、24春5位、24秋は自己最高の2位に入賞。25春は18時頃に帝京大学八王子キャンパスで行われた「4×200mリレー」にも参加していたため、終了後に赤坂に移動とハードスケジュールでの参戦となり、さらにハリーなど歴代優勝者と同じハンデが課せられたが4位に入り、同枠で唯一ゴールラインを切ることができた。
- 三遊亭遊子

21春初出場で初優勝。一般男子枠からの出場で2位の新谷に大差を付け圧勝。21秋・22春では森脇らよりも重いハンデに格上げされた影響で10位以内には入れず、22秋からは同じハンデになっている。
- 菅田琳寧（7 MEN 侍→B&ZAI）

22春初出場。最後の1周で岸本大紀に抜かれ2位。22秋には、新谷仁美の猛追を逃げ切り初優勝。優勝した後の回は出場していなかったが、25春で3年ぶりに出走したが、上位入賞はならなかった。
- 佐野文哉（OWV）

24春初出場で初優勝。当時青学大4年生だった太田蒼生に、13秒の差で逃げ切った。なお同年2月開催の大阪マラソンでは、タレント枠として最速タイムの3時間20分12秒でゴールしている。24秋では「歴代優勝者」枠の1分後にK（&TEAM）と同時スタート、25春では猫ひろしと並ぶ「マラソンガチ勢」枠という重いハンデであったが、それぞれ彼らを上回る4位、5位でゴールしている。
過去
- 上岡龍太郎

90年代におけるミニマラソンの常連。2023年5月、逝去。
- 間寛平

増田と同じく最初のミニマラソンを走った。ミニマラソンのアンケートを行った後にスタジオ入りしたが、紳助のオファーにより出走。コース中3か所でギャグ（「かい〜の」、「血吸うたろか?」）を行うというハンデを設けられていた。2003年秋を最後にミニマラソンには出場していないが、その後はミニ駅伝に出場した。また、アースマラソン中の2009年春にミニマラソンのスターターも務めた。
- 野々村真

旧ルール時代（4人のみで走る）ではあるが初の3連覇達成者。2005年春以降は出場していなかったが、駅伝などの距離が短い企画に参加していた。その後、14秋に9年半ぶりに出走。
- 織田無道

96春初出場。野々村の4連覇を阻止して優勝したことから「走る坊さん」として人気を博し、2000年秋まで出場した。2020年12月、逝去。
- そのまんま東→東国原英夫

ミニマラソンの古参のランナーとして有名。そのまんま東時代は現行基本ルール（全員出走）に改正された1997年春以降、ほぼ毎回と言っていいほど頻繁に出場。ワイナイナや谷川、果ては後述のシモンらの本家アスリート陣とトップ争いを演じるなど、枚挙に暇がない。2007年 - 2010年の宮崎県知事時代にも公務の合間を縫って出場していたが、トップ争いというよりは「宮崎のセールスマン」としての色が強く、走った後の休憩タイム前にも完走したその足で休憩会場にある宮崎県のブース（新宿みやざき館KONNE）をPRしていた。多忙による練習不足を理由に参加しなかった10秋もスタジオを訪れ、同様にPRしていた。PRのコーナーでは常に「今日はこのために宮崎から来たんです」と強調していた。11秋以降は東国原名義で解答者として出場。この頃より足に故障を抱えていることが多く、マラソンに参加しないこともあるが、17春（当時59歳）で8位入賞するなど、森脇同様に陰りは見られない状況にある。19春は感謝祭自体には参加したが、マラソンには不参加。続く19秋もミニマラソンには不参加であったが、ミニマラソン後の表彰式中に常連ランナーのサバイバル制度により、ミニマラソン出場停止となったノッチに対して敵討ちをすると、来年のミニマラソンへの出場を明言する場面があったが以降も出場はなく、20年秋以降は解答者としての出場もなし。
- 木下明水

00春初出場。初出場で優勝したが、1周目の心臓破りの坂を上りきってスタジオに入らずに2周目に入ってしまい、2周目の途中でコースアウトが発覚したため代わりに2周目の大道具通路を2往復した上でゴールするというトラブルがあった。表彰式にて紳助の裁量で「本当なら失格だがその分（大道具通路を2回）走った」ことにより優勝と認められた。2003年にジョビジョバが解散した後もしばらく出場した。ジョビジョバからは明水以外に坂田聡、石倉力の2名が入賞を経験している。
- 西野亮廣（キングコング）

02秋に初出場し、ノーハンデで優勝した。その後、重いハンデを科せられることになったものの、05年春まで6回の出場すべてで入賞し、うち3回優勝という成績をおさめた。05年秋以降は番組自体に出演していない。
- なかやまきんに君

03春初出場。体力自慢で売っている芸人であることから、初出場からハンデを科せられていた。初出場で3位に入賞し、多くの回で入賞した。06春を最後に、自身の留学のため一時感謝祭に出場しなくなったが（ただし07秋に一時帰国）、帰国後の11秋、4年ぶりにミニマラソンに復帰した。同回と翌12春はハンデがなく一般男子での出場となり、11秋では5位、12春では猫やワイナイナを破り初優勝を果たした。16春から再び出場したが、ハンデと衰えにより出場するにつれ周回遅れになる回数が多かった。
- ワッキー（ペナルティ）- 05春初出場。運動自慢タレントとして05春6位、06春8位、15春6位など安定した成績を見せていたが、18秋に2年ぶりに出場した際、コンディションが振るわなかったのか2周目の時点で歩いてしまったが、キプサングが来ると並走する団長風のスタイル見せたが、ネットでは炎上した。
- 和田正人 - 11春初出場、大学で陸上競技部に所属していたからか、初出場で猫らと同じハンデを付けていたが4位。以降も13春7位、14春2位と入賞を続け、自身が出演している「陸王」の宣伝で優勝経験者の佐野岳と3年ぶりに出走した17秋ではモハメド・ファラーに最終周回に抜かれて3秒差の2位。以降は出場していない。
- 上田竜也（KAT-TUN）

13秋初出場。3回目の出場となった16春は、神野大地をわずか1秒の僅差で逃げ切り、当時のジャニーズ事務所所属者では初の優勝者となった。優勝した年以降は出場していない。
- K（&TEAM）

23秋初出場で初優勝。元男子マラソン日本記録保持者の設楽悠太に、1分の差をつけての圧勝だった。陸上部出身で流通経済大柏高校時代に5000mを14分台で完走したという逸話があり、原も目を付けていたという。24春には「歴代優勝者」枠や猫ひろしよりも重いハンデだったが、4位でゴールした。24秋はスタジオゲストからの飛び入り参加で6位。25春は出場せず。

### その他の芸能人ランナー
- 太田光（爆笑問題）- 00年春ではデヴィ夫人のゼッケン、12年春では里見浩太朗のゼッケンを着用して走った。
- 団長安田（安田大サーカス）- 04秋初出場。スタートダッシュを盛大に飛ばしたり、ワイナイナ等アスリートを追いかけるのが一芸。13春では自身がモノマネしている香川照之演じる大和田常務の格好で走った。18春以降は出場していなかったが、23秋・24秋に出場。
- クロちゃん（安田大サーカス）- 05秋初出場。相方の団長と同様、スタートダッシュを盛大に飛ばす。18春以降出場していない。
- あかつ - 15秋初出場。すり足で走るという独自のものでカメラで抜かれると初田アナが必ず反応する。18春以降出場していない。
- 鈴木拓（ドランクドラゴン）田中卓志（アンガールズ）中岡創一（ロッチ）- 理由は不明だが、13春からなぜか中岡と鈴木が同じ服装で一緒に走っていた。16春に田中が入るのだが、回を追うごとに田中、鈴木がいなくなり、19春には中岡のみとなった。
- ニッチロー - 15春初出場。以降、運動自慢タレントとしてスタジオに到着する事は少ないが、安定した走りを見せている。
- 土屋太鳳 - 16秋出場。1周目 - 3周目では1位、最終的に8位入賞、一般女子では1位と好成績を収めた。
- トランプマン - 16秋初出場。息子である[注 21]トランプマンXも23秋から出場。24秋は裸足で走る過酷な昭和式のトレーニング方式で挑んだ。
- 亜生（ミキ）- 17春初出場。17春では9位に入賞。3回目の出場となった23秋よりトランプマンをライバル視する。
- トランプマンX - 23秋初出場。トランプマンの息子。[注 21]23秋では推定9位、24春では8位に入賞。24秋でも3週・4週目7位、5週目9位と上位をキープしている。

### 芸能人以外のランナー
枝野以外は「SASUKE」からの出場であり、全員「運動自慢男子」枠から出走。
- 枝野幸男（立憲民主党初代代表） - 94春出場（当時、日本新党衆議院議員）。
- 漆原裕治 - 24春出場。
- 日置将士 - 24春初出場。秋も出場。
- 川口朋広 - 24春出場。
- 森本裕介 - 24秋初出場。秋は4週目時点で2位で走っていた。25春、2回目の出場で優勝。
- 山本良幸 - 24秋出場。3週目5位、4週目6位、5週目8位と奮闘していたが、スタジオに帰ってくる事は出来なかった。
- 宮岡良丞 - 25春に出場し6位に入った。

### 常連ランナーへのサバイバル制度
2019年秋大会にて、ミニマラソン常連ランナーである、森脇・森・ハリー・小島・ノッチの5人に対して、5人の中で最もタイムが遅かった者は次回からのミニマラソンへの出場停止及び卒業というサバイバル制度を今田が発表。この結果、最も遅かったノッチがミニマラソン卒業に決定した。なお、ノッチは2020年秋はスターターとして出演し、2021年春では本人曰く「マラソンの神様に出てもいいよと言われた」とのことでランナーとして復帰している。

### アスリート
上記のような芸能人ランナーに混じって各種スポーツで実績を持った選手たちが参加することがある。
- 増田明美（陸上） - 初代優勝者。93春、「走りたい」を押した際には「（押したのは）冗談です」と語っていたが優勝。96年秋を最後に出場は無いが、20秋・23秋では解説ゲストとして出演。
- 赤井英和（ボクシング） - 95春初出場。
- 谷川真理（陸上） - 本職のマラソンランナーとしては史上最多出場。97春は特別ゲスト。97秋そのまんま東に次ぐ2位に入る。この2回は当時の所属先であった良品計画のユニフォームで出場した。以降もほぼ毎回出場し続けていたが、12秋を最後に出場していない（13年当時は足に故障があったため。解答者としての出演も13秋が最後）。年齢を重ねタイムに衰えは見受けられるものの、それに伴いハンデも軽くなっていき近年も入賞し続けている。99春には趣向を変え「谷川真理がランナーを何人抜けるか?」という特別企画を交えてミニマラソンを行った。クイズも優勝者ではなく、谷川が追い抜く人数を予想するものに変更された。結果、19人中15人を追い抜いた[注 24]。
- 岡崎郁（野球） - 97春初出場。西川のりおと共に中継内でゴールすることが出来なかった。
- 佐藤直子（テニス） - 97春初出場。97秋の女子限定大会では体調不良で途中棄権するなど実績は残せなかったが、00秋のミニ駅伝で優勝を経験している。
- 森末慎二（体操）- 97秋初出場。男子限定大会に出場するものの最後尾でのゴールとなった。
- ギャオス内藤（野球） - 99春初出場。00年までたびたび参加しており上位でゴールすることもあった。
- 畑山隆則（ボクシング） - 99春初出場。01春の大会では最後まで飯田覚士との激闘を演じ2位入賞を果たしている。
- 水内猛（サッカー） - 03春初出場。東日本大震災直後の11年春にはベガルタのユニフォームを着てミニマラソンを走った。小倉弘子を妻に持つことから、初田アナからは妻子について言及される頻度が高い。03春の初出場以降、出場した回については05春以外は全て10位以内の成績をおさめている。13春からは、当番組自体に出場していない。
- 池谷直樹（体操） - 03秋初出場。体操選手にとっては不利な長距離で、後に優勝することになるきんに君や佐野岳と同時スタートのハンデで走ることが多く、表彰式までにスタジオに帰ってくることはできなかった[注 25]。
- 井上悟（陸上）- 04春出場。短距離選手でありながら谷川と同じハンデを課せられ、16位に終わった。
- 薬師寺保栄（ボクシング）- 04秋初出場。11秋以降出場していない。
- 有薗啓剛（自転車競技） - 05春出場。
- 飯沼誠司（ライフセーバー） - 05春出場。
- 西村晃一（バレーボール・ピーチボール） - 05春出場。
- 竹原慎二（ボクシング）- 08春出場。結果は16位。
- 内藤大助（ボクシング） - 08春初出場。安定した走りで常に完走する上位争いの常連的存在。18秋以降出場していない。
- 千葉真子（陸上）- 09春初出場。12年春の産休まで毎回出場したが、現役から退いて時間が経っているためか、10位以内入賞は1回にとどまっている。
- 亀田和毅（ボクシング）- 11秋出場。森脇と同じハンデ（2分20秒）を与えられたが、8位に入賞した。
- 市橋有里（陸上） - 12春出場。元長距離走者選手という事もあってか、初出場で水内、谷川らと同じハンデ（1分40秒）をつけられてしまい、スタジオに完走する事は出来なかった。
- 松田丈志（競泳）- 17春出場。初田アナからは注目のランナーとして紹介された。
- 鈴木尚広（野球）- 18春出場。森脇ら常連ランナーよりも厳しいハンデ（3分）を付けられたが、表彰式が行われる際、完走していた姿が確認出来る。（順位は不明）
- 那須川天心（ボクシング）- 21春初出場。秋も出場。
- 糸井嘉男（野球）- 23春にスタジオゲストからの飛び入り参加で出場。
- 大久保嘉人（サッカー） - 23春出場。
- 駒野友一（サッカー） - 23春初出場。23春では6位に入賞。24春・24秋にも出場。24春では表彰式が行われる際に森脇・森・ギャビー・稲葉通陽と心臓破りの坂を登っている最中だったが、スタジオに駒野の姿は無かった（なお、森脇のみスタジオに完走していた）
- 土井レミイ杏利（ハンドボール） - 23春出場。
- 高橋成美（フィギュアスケート） - 23春初出場。25年春で2年ぶりに出場。
- 福原愛（卓球）- 23春にスタジオゲストからの飛び入り参加で出場。
- 山田章仁（ラグビー） - 23秋初出場。24春も出場。
- ハーフナー・マイク（サッカー） - 24春初出場。秋も出場。
- 佐藤寿人（サッカー） - 24春初出場。同年秋、25春も出場。
- 宮下純一（競泳）- 24春出場。
- 清岡幸大郎（レスリング） - 24秋にスタジオゲストからの飛び入り参加で出場。
- 桃田賢斗（バドミントン）- 24秋出場。途中7位と奮闘していたが、スタジオに姿はなかった。
- 八重樫東（ボクシング）- 24秋出場。
- 田中史朗（ラグビー）- 24秋出場。

### 五輪メダリスト・プロ・実業団・学生等のランナー
感謝祭では、1997年と2000年春以降、国内外からプロのランナーを招待している。
- フランク・ショーター

1997年春出場。
- ワレンティナ・エゴロワ

1997年春・秋出場。
- リディア・シモン

2000年秋〜2002年春、2003年春出場。実は、感謝祭にはミニマラソンではなく2000年春のシドニーマラソン（後述）で初登場した。最後の出場である2003年春は、出産後という影響もあってか13位に終わっている。
- 旦那シモン

本名・リビュー・シモン。リディアの夫であり、トレーナー。「旦那シモン」の愛称が定着し、区間記録などのテロップも「旦那〜」で統一されていた。2001年春、2002年春・秋に出場し、2002年春には優勝も経験している。またミニマラソン・ミニ駅伝だけではなく、2001年春には自転車レースにも出場した。2002年秋はリディアは産休のために不参加であったものの、代わりに旦那シモンが走っていた。
- 柳沢哲

2000年春出場。競歩の選手として、ミニマラソンのコースを「歩いた」。数々のランナーたちを抜き去り、6位に入賞した。解答者ではなくゲストとして登場した。
- ルミニツァ・タルポシュ

2002年秋出場。シモンのチームメート。また大阪国際女子マラソン等へは、招待選手・ペースメーカーとして出走経験をしている。前述の通り産休のシモンに代わり出場した。
- メセレト・デファル

2004年秋出場。中距離を専門とし、クロスカントリー競争も行っており、心臓破りの坂にも適しており番組の女性史上最速級の走りを見せたが、番組史上最大級の5分45秒の高ハンデにより、11位であった。
- バンデルレイ・デ・リマ

2005年春・秋出場。本来金メダルレベルであったという実績通り、春秋2度の出場で両方ともに、2位に大差をつけて優勝した。
- エリック・ワイナイナ

2006年春以降、2015年秋まで出場。感謝祭の招待選手史上最多の出演。紳助からも「このミニマラソンに欠かせない存在」と言われている。現在、日本を拠点に活動しており、日本語を話す。その陽気なキャラクターで人気者になる。現在までに史上最多の6回優勝している。初登場からミニマラソンやミニ駅伝のコーナーのみ登場するゲスト扱いだったが、2013年秋に初めて「ホムカミ〜ニッポン大好き外国人 世界の村に里帰り〜」チームとして解答者として登場した。
- 大島健太・大島めぐみ夫妻

2007年春出場。世界陸上出場選手として招待され、夫婦揃ってミニマラソンに出場しダブル入賞。この2人は解答者としても出場した。
- ステファン・マヤカ

2008年秋出場。サムエル・ワンジルを招待し、ワンジル・ワイナイナ・マヤカの3人でミニ駅伝のチームを結成する予定だったが、ワンジルが不参加となった。ミニ駅伝はワイナイナが2回走る形で参加し、ミニマラソンにもワイナイナと同ハンデで参加した（当時6位）。
- ジョーン・ベノイト

2009年秋出場。ハンデの大きさに苦しみ11位に終わった。
- 新谷仁美

2012年秋・2013年春・2021年春・2022年秋出場。2012年秋と2021年春と2022年秋では2位、2013年春では3位と過去4回全てでベスト3に入るものの優勝は果たせていない。表彰式インタビューでは、春日俊彰のファンを公言していたが、春日本人は新谷には投票しておらず、後述する2013年春ではノーマークの森に投票して正解している（新谷は3位でゴール）。解答者ではなくマラソンゲスト。
- ローズマリー・ワンジル

2013年秋・2023年春出場。2013年秋出演当時は青森山田高校の学生で、結果は4位だった（当時高校生だったために、4位の賞金は本人には支給されず、青森山田高校の後援会預かりとなった）。2023年春にも、およそ10年ぶり2回目の出場となったが、2022年春の岸本同様に一般女子のスタートから6分15秒差のハンデが課せられ、優勝した小島をはじめ、森脇らの上位常連組には届かず7位となった。
- ビダン・カロキ

2014年春・秋出場。当時現役選手だったこともあり予想では人気が集中。2014年春ではハンデがきついにもかかわらず、3周目通過後すぐにトップに立ち優勝した。2014年秋では4分30秒のハンデで宇野けんたろうとわずか1秒の差で準優勝だった。
- 湯田友美

2014年春出場。
- フェリスタ・ワンジュグ

2015年春出場。今回は上位5人が全員芸能人という結果であり、結果論としてハンデがきつく、7位確保がやっとの状況であった。
- 神野大地

2016年春出場。5分10秒も差のハンデを背負いながら驚異のスピードを見せたが、1秒差で2位だった。
2021年秋には、解説者として出演した。
- モハメド・ファラー

2016年と2017年の秋出場。2016年秋は土屋太鳳ら一般女子から5分55秒の差があったが、最終的に森脇に9秒差、猫ひろしに12秒差をつけて優勝。2017年秋は最後・4周目の大道具通路での大逆転劇で秋連覇を成し遂げた。
- ポーラ・ラドクリフ

2017年春出場。173cmであり、小回りの赤坂コース適性がなかった（折り返し地点で何度も躓くアクシデントがあった）ことや、同番組登場当時は既に第一線から引退した事もあって、優勝した森脇をはじめ上位常連組には及ばず10位に終わった。
- 下田裕太

2018年春出場。ハンデは4分30秒の差ながらも優勝を果たし、青学のランナーとしての有終の美を飾った。また大学時代の2016年春には、同番組のミニ駅伝で青山学院大学チームのメンバーとして出走した経験がある。
- ウィルソン・キプサング・キプロティチ

2018年秋出場。4分40秒差のハンデがあったが、ラスト1周のTBS正面玄関前で、暫定トップにいたおばたのお兄さんと2位の森脇健児を抜いて優勝した。
- 小野田勇次

2019年春出場。4分40秒差のハンデでスタートしたが、8位に終わった（2年前の2017年春、当番組のミニ駅伝へ青山学院大チームのメンバーで出走・優勝した経験はされている）。
- 竹石尚人

2019年秋出場。4分差のハンデでスタートし、前を行くランナーとの差を徐々に詰めていったが、先頭の森渉に僅かの差で敗れ2位となった。翌2020年秋のミニマラソン（緑山2100番地）に2年連続でリベンジ参戦したが、前回と全く同じ2位だった。
- 佐藤悠基

2021年秋出場。最後の5週目時点で先頭に立っていた藤光謙司を最後まで追いかけていたが、藤光がゴール前でスパートを見せたために追いつけず、僅か3秒差で2位となった。
- 岸本大紀

2022年春出場。一般女子のスタートから6分15秒差のハンデがあったが、当日の東京ドイツ村は大雨・強風と悪天候のコンディションで、初心者には厳しくかつ岸本にとっては有利な条件となり、2位の菅田琳寧とは18秒差をつけゴール。青学生としては、下田以来4年ぶりの優勝となった。
- 設楽悠太

2023年秋・2024秋出場。23秋は6分差のハンデでスタートしたが、優勝したKとは約1分の大差を付けられての2位に甘んじた。2024秋では7分15秒差のハンデがありながらも、前回出場時に敗れたK（6位）へのリベンジを果たすと共に、ゴール直前でワタリ119をかわしての優勝となった。
- 太田蒼生

2024年春出場。7分15秒差のハンデでスタート、レース終盤に入り優勝した佐野を猛迫するも、13秒届かずに2位と惜敗した。
- 若林宏樹

2025年春出場。このミニマラソンが最後の学生ランとなった。史上最長・8分45秒のハンデでスタートしたが、優勝した森本裕介に48秒及ばず惜しくも2位だった。

## 予想を覆したランナー
初出場のランナーは過去のデータがない場合が多いため、一般女子ないし一般男子の中に入れられる。このため、ノーマークの一般男子の芸能人が優勝する波乱も少なくない。波乱となった回は以下の通り。なお、一般女子で優勝したのは、女性限定レースで優勝した橋本志穂のみである。以下、特筆のない限り一般男子枠からの優勝。
- 1994年秋：最低人気の野々村真が優勝し、ボーナスクイズの順位予想では的中ゼロ。
- 1999年秋：『3年B組金八先生』枠で参加した鈴木正幸が優勝し、100万円山分けクイズの正解者はゼロに。
- 2007年秋：アントニオ小猪木が優勝し、100万円山分けクイズの正解者はゼロに。
- 2010年春：蕨野友也が優勝し、50万円山分けクイズの正解者は1名（鈴木亮平）に。
- 2013年春：森渉が優勝し、50万円山分けクイズの正解者は2名（小嶋陽菜・春日俊彰）に。なお、この回の森は現在で言うところの「運動自慢女子」枠のハンデ相当で出場した。
- 2013年秋：猫ひろしが優勝したが、チーム対抗戦形式により全体投票数が大幅に削減（最大200票→45票）されたことも影響し、50万円山分けクイズの正解チームはゼロに。なお、この回の猫は現在で言うところの「歴代優勝者」枠のハンデ相当で出場した。
- 2015年春：ハリー杉山が優勝し、25万円山分けクイズの正解者は1名（SHELLY）に。なお、この回の杉山は現在で言うところの「運動自慢ジャニーズ」枠のハンデ相当で出場した。
- 2015年秋：佐野岳が優勝し、正解チームはゼロに。なお、この回の佐野は現在で言うところの「運動自慢ジャニーズ」枠のハンデ相当で出場した。
- 2020年秋：澤井一希（ジュビレッチェ）が初出場で優勝し、正解者はゼロに[11]。この回の澤井は「一般男子」枠だったが、2021年春でも新谷仁美の20秒前にスタートするという非常に重いハンデが課せられながら、5位入賞を果たしている。
- 2021年春：三遊亭遊子が初出場で優勝し[12]、正解者はゼロに。
- 2023年春：小島よしおが優勝したが、解答者の参加により投票数があまり増えなかった（52票→54票）ことも影響し、正解者はゼロに。なお、この回の小島は従来通りの「運動自慢男子」枠のハンデで出場した。
- 2025年春：『SASUKE』2度の完全制覇者の森本裕介が2度目の出場で初優勝し、正解者は1名に。この回の森本は前回（2024年秋）同様「運動自慢男子」枠のハンデで出場した。

一方、2005年秋の大会でバンデルレイ・デ・リマが優勝した時、正解者は過去最多人数116人、配当は1万円を切ってしまい、8,620円となった。

## 賞金と正解ポイント
解答者（2019年秋まではミニマラソン参加者を除く）は優勝者を予想するクイズに参加できる。出場選手全員がキーパッドの液晶画面に表示されるので、画面に表示されている選手の名前を1人タッチして選択した後「決定」キーを押す（毎回島崎和歌子が念押しで「決定キーを押して下さい」と言っている）。
出場選手が4人の頃はボーナスクイズの一つで出場選手4人の順位を順序良く当てるものだった。希望者全員参加制になった最初の回はキーパットが4択固定であったため、優勝選手の名前をフリップに書いて回収したり（1レース目）、「一般男子」「一般女子」などのグループに分けて4択にしたり（2レース目）もしていた。また、1997年春 - 2019年秋（2015年秋・2019年春を除く）では山分けクイズとなっていた。
2015年春以降では、上位5名に以下の賞金が与えられる（括弧内は30周年を記念して増額された2021年秋のもの）。また、2019年秋まではランナーとして参加した解答者に、順位に応じたクイズの正解ポイントが付加された他、6位以下にも少額の賞金が与えられていた。
- 優勝 - 30万円（100万円）
  - 2020年秋・2021年春では、副賞としてキリンビールから低アルコール飲料[注 28]350ml缶1年分が贈られた。
  - 2022年春は優勝した岸本大紀のリクエストに合わせ、青山学院大学陸上競技部に30万円分の食事券が与えられた。
- 2位 - 15万円（50万円）
- 3位 - 10万円（30万円）
- 4位 - 5万円（10万円）
- 5位 - 3万円（5万円）

## 優勝者
芸名及び所属コンビ・劇団名等は優勝当時のもの（そのまんま東は現在の東国原英夫、木下明水のジョビジョバは木下の優勝した後に解散（2017年に再結成））。1993年に行われたマネージャー4人でのミニマラソン及び1997年春の2レース目の優勝者はホームページ上には掲載されていない。
また、タイムはハンデを含む時間であり、実際の走破タイムとは異なる。2013年秋以降はタイムの表示がなく、番組ホームページにもタイムの記載がない。距離が具体的に示されていない回については、同じコースを用いた回を参考とする。
| 回 | 西暦・季節                  | 氏名                                            | タイム   | 距離     | 備考・脚注                                                             |
| -- | --------------------------- | ----------------------------------------------- | -------- | -------- | ---------------------------------------------------------------------- |
| 4  | 1993年・春 （マネージャー） | 門間健一マネージャー （ホリプロ）               | -        | 2.5km    |                                                                        |
| 4  | 1993年・春 （タレント）     | 増田明美                                        | 9分51秒  | 2.5km    |                                                                        |
| 5  | 1993年・秋 （マネージャー） | 林由美子マネージャー （ゴールデンミュージック） | -        | 2.5km    |                                                                        |
| 5  | 1993年・秋 （タレント）     | 増田明美                                        | 11分13秒 | 2.5km    | 2連覇、2度目の優勝                                                     |
| 6  | 1994年・春（1）             | 石田純一                                        | 13分28秒 | 3.2km    |                                                                        |
| 6  | 1994年・春（2）             | 渡嘉敷勝男                                      | 13分32秒 | 3.2km    |                                                                        |
| 7  | 1994年・秋（1）             | 野々村真                                        | 19分10秒 | 2.887km  |                                                                        |
| 7  | 1994年・秋（2）             | みのもんた                                      | 7分31秒  | 1.443km  | みのが走ったシーンが、番組歴代最高の瞬間最高視聴率41%を記録            |
| 8  | 1995年・春（1）             | 野々村真                                        | 15分01秒 | 2.876km  | 2連覇、2度目の優勝                                                     |
| 8  | 1995年・春（2）             | 石田純一                                        | 17分12秒 | 2.876km  | 2度目の優勝                                                            |
| 9  | 1995年・秋（1）             | 野々村真                                        | 13分16秒 | 2.876km  | 3連覇、3度目の優勝                                                     |
| 9  | 1995年・秋（2）             | 渡嘉敷勝男                                      | 6分54秒  | 1.438km  | 2度目の優勝                                                            |
| 10 | 1996年・春                  | 織田無道                                        | 9分04秒  | 2.07km   |                                                                        |
| 11 | 1996年・秋                  | 織田無道                                        | 10分28秒 | 2.406km  | 2連覇、2度目の優勝                                                     |
| 12 | 1997年・春（1）             | そのまんま東                                    | 14分12秒 | 3.498km  |                                                                        |
| 12 | 1997年・春（2）             | ワレンティナ・エゴロワ                          | 16分13秒 | 3.498km  |                                                                        |
| 13 | 1997年・秋 （女子）         | 橋本志穂                                        | 11分23秒 | 2.303km  |                                                                        |
| 13 | 1997年・秋 （男子）         | そのまんま東                                    | 14分54秒 | 3.455km  | 2連覇、2度目の優勝                                                     |
| 14 | 1998年・春                  | 泉川正幸                                        | 10分33秒 | 2.303km  | ミニマラソン未経験者限定レース                                         |
| 16 | 1999年・春                  | 間寛平                                          | 11分11秒 | 2.303km  |                                                                        |
| 17 | 1999年・秋                  | 鈴木正幸                                        | 17分46秒 | 3.434km  | 最年長優勝（当時53歳）                                                 |
| 18 | 2000年・春                  | 木下明水                                        | 16分33秒 | 3.434km  |                                                                        |
| 19 | 2000年・秋                  | リディア・シモン                                | 15分43秒 | 3.434km  |                                                                        |
| 20 | 2001年・春                  | 飯田覚士                                        | 15分41秒 | 3.434km  |                                                                        |
| 21 | 2001年・秋                  | 谷川真理                                        | 16分07秒 | 3.434km  |                                                                        |
| 22 | 2002年・春                  | リビュー・シモン （旦那シモン）                 | 15分21秒 | 3.434km  |                                                                        |
| 23 | 2002年・秋                  | 西野亮廣                                        | 13分47秒 | 3.434km  |                                                                        |
| 24 | 2003年・春                  | 水内猛                                          | 14分21秒 | 3.434km  |                                                                        |
| 25 | 2003年・秋                  | 森脇健児                                        | 14分36秒 | 3.434km  |                                                                        |
| 26 | 2004年・春                  | 西野亮廣                                        | 15分19秒 | 3.468km  | 2度目の優勝                                                            |
| 27 | 2004年・秋                  | 西野亮廣                                        | 15分43秒 | 3.468km  | 2連覇、3度目の優勝                                                     |
| 28 | 2005年・春                  | バンデルレイ・デ・リマ                          | 14分15秒 | 3.468km  |                                                                        |
| 29 | 2005年・秋                  | バンデルレイ・デ・リマ                          | 16分15秒 | 3.7692km | 2連覇、2度目の優勝                                                     |
| 30 | 2006年・春                  | エリック・ワイナイナ                            | 20分07秒 | 3.948km  |                                                                        |
| 31 | 2006年・秋                  | 山本裕典                                        | 19分58秒 | 4.068km  | 最年少優勝（当時18歳）                                                 |
| 32 | 2007年・春                  | エリック・ワイナイナ                            | 19分42秒 | 3.19km   | 2度目の優勝                                                            |
| 33 | 2007年・秋                  | アントニオ小猪木                                | 14分43秒 | 3.7km    |                                                                        |
| 34 | 2008年・春                  | 猫ひろし                                        | 14分52秒 | 3.19km   |                                                                        |
| 35 | 2008年・秋                  | エリック・ワイナイナ                            | 17分26秒 | 3.85km   | 3度目の優勝                                                            |
| 36 | 2009年・春                  | エリック・ワイナイナ                            | 15分40秒 | 3.4km    | 2連覇、4度目の優勝                                                     |
| 37 | 2009年・秋                  | 山本優弥                                        | 11分13秒 | 2.550km  |                                                                        |
| 38 | 2010年・春                  | 蕨野友也                                        | 11分51秒 | 2.550km  |                                                                        |
| 39 | 2010年・秋                  | エリック・ワイナイナ                            | 15分57秒 | 3.4km    | 5度目の優勝                                                            |
| 40 | 2011年・春                  | 猫ひろし                                        | 15分19秒 | 3.4km    | 2度目の優勝                                                            |
| 41 | 2011年・秋                  | 猫ひろし                                        | 15分39秒 | 3.4km    | 2連覇、3度目の優勝                                                     |
| 42 | 2012年・春                  | なかやまきんに君                                | 16分09秒 | 3.4km    |                                                                        |
| 43 | 2012年・秋                  | エリック・ワイナイナ                            | 15分42秒 | 3.4km    | 6度目の優勝                                                            |
| 44 | 2013年・春                  | 森渉                                            | 15分31秒 | 3.4km    |                                                                        |
| 45 | 2013年・秋                  | 猫ひろし                                        | -        | 3.6km    | 4度目の優勝                                                            |
| 46 | 2014年・春                  | ビダン・カロキ                                  | -        | 3.6km    |                                                                        |
| 47 | 2014年・秋                  | 宇野けんたろう                                  | -        | 3.4km    |                                                                        |
| 48 | 2015年・春                  | ハリー杉山                                      | -        | 3.4km    |                                                                        |
| 49 | 2015年・秋                  | 佐野岳                                          | -        | 3.6km    |                                                                        |
| 50 | 2016年・春                  | 上田竜也                                        | -        | 3.6km    |                                                                        |
| 51 | 2016年・秋                  | モハメド・ファラー                              | -        | 3.6km    |                                                                        |
| 52 | 2017年・春                  | 森脇健児                                        | -        | 3.6km    | 2度目の優勝、史上3人目の50代での優勝                                   |
| 53 | 2017年・秋                  | モハメド・ファラー                              | -        | 3.6km    | 2度目の優勝                                                            |
| 54 | 2018年・春                  | 下田裕太                                        | -        | 3.6km    |                                                                        |
| 55 | 2018年・秋                  | ウィルソン・キプサング・キプロティチ            | -        | 3.6km    |                                                                        |
| 56 | 2019年・春                  | 森脇健児                                        | -        | 3.4km    | 3度目の優勝                                                            |
| 57 | 2019年・秋                  | 森渉                                            | -        | 3.6km    | 2度目の優勝                                                            |
| -  | 2020年・春                  | 中止                                            | 中止     | 中止     | 中止                                                                   |
| 58 | 2020年・秋                  | 澤井一希                                        | -        | 4.3km    | 緑山2100番地で開催                                                     |
| 59 | 2021年・春                  | 三遊亭遊子                                      | -        | 3.5km    | この回から東京ドイツ村で開催                                           |
| 60 | 2021年・秋                  | 藤光謙司                                        | -        | 3.5km    |                                                                        |
| 61 | 2022年・春                  | 岸本大紀                                        | -        | 3.5km    |                                                                        |
| 62 | 2022年・秋                  | 菅田琳寧                                        | -        | 3.5km    |                                                                        |
| 63 | 2023年・春                  | 小島よしお                                      | 20分35秒 | 3.6km    | 赤坂での開催が3年半ぶりに復活 ミニマラソン初参加から苦節16年目での優勝 |
| 64 | 2023年・秋                  | K（&TEAM）                                      | -        | 3.6km    |                                                                        |
| 65 | 2024年・春                  | 佐野文哉（OWV）                                 | -        | 4.5km    |                                                                        |
| 66 | 2024年・秋                  | 設楽悠太                                        | -        | 4.8km    | 史上最長、7分15秒のハンデを跳ね返しての優勝                            |
| 67 | 2025年・春                  | 森本裕介 （SASUKE森本裕介）                     | -        | 4.9km    | 史上初、芸能人・スポーツ選手（及び関係者）以外の一般人による優勝       |

### 優勝回数
| 順位 | 回数 | 氏名                       |
| ---- | ---- | -------------------------- |
| 1位  | 6回  | エリック・ワイナイナ       |
| 2位  | 4回  | 猫ひろし                   |
| 3位  | 3回  | 野々村真 西野亮廣 森脇健児 |

## トラブル・問題点など
長年続いている企画のため、時折トラブルや問題点が発生している。

### ジミー大西狙撃事件
1994年春のミニマラソンに出場したジミー大西が海パン一丁で走行中、何者かにエアガンで狙撃された。これを受け、警察が捜査に乗り出したが犯人逮捕には至っていない。このトラブルを受け、以後のミニマラソンでは、前述の厳重な警備態勢強化が敷かれることになった。

### コースアウト
時々スタッフの誘導ミスなどが原因で、コースを間違えた状態でそのまま走り続けてしまうアクシデントがあり、そのまま気づかずに走り続けると失格になるルールがある。過去には、優勝争いに直結するケースで2件発生している。
- 前述のとおり、2000年春に優勝した木下はコースアウトのアクシデントがあったが、その後別途リカバリーを行ったことで優勝と認められた。
- 2009年秋に、1周目終了時点で単独トップだったにしおかすみこがそのルール（心臓破りの坂を上りきった後スタジオに入らずに2周目に入った）で失格になっているが、これは誘導員の誘導ミスによるものである。その後2010年春の実況の中で、誘導員のミスを認め謝罪している。なお、にしおかはその2010年より裏番組の『熱血BO-SO TV』（千葉テレビ放送）に準レギュラーとして千葉テレビ本社に生出演のため、当番組自体に出演しなくなった（2020年3月に同番組は終了したが、当番組への出演復帰はしていない）。

### 優勝したのに謝罪
2021年春では、前述のとおり一般男子枠で三遊亭遊子が優勝した。その際、2位に敗れた新谷仁美が悔しがるなどしたために、微妙な空気となった。本来称賛されるべき立場であり、かつ三遊亭遊子本人には全く非が無いも関わらず、後日番組スタッフに対して、三遊亭遊子本人とマネージャーが（空気が読めなかったことに対して）謝罪する事態となったことを、2021年秋にMCの今田が公表した。

## 感謝祭での関連企画

### 赤坂5丁目ミニ駅伝
マラソンコースを使って行う駅伝大会である。1996年春にスタートし断続的に行われていたが、現時点では2017年春の開催が最後となっている。選手達は基本的にコースを半周ないし1周走って、駅伝競走と同じく襷を繋いでゴールを目指す。
当初は2人1組の4番組の対抗戦であった。1998年秋では、「イメージアップチーム」と「クリーンチーム」による、5人1組の2チームの対抗戦。2000年秋からは3人1組（2000年秋は4人1組）のAからDチームの対抗戦（各チームのキャプテンをマラソンの上位4名が務めた）、2003年秋から年齢別駅伝となり、年齢構成は毎回異なる（10代20代が混合チームになる。30代がA・Bの2チーム制になるなど）。2007年春は出身地別駅伝となり、「東日本A」「東日本B」「西日本」「九州・沖縄」の4チームとなった。
2006年までは番組終盤に行われており、大体のメンバーがマラソンに続いて参加している。ただし、マラソンで1位になった人は参加資格を得られない回もある。2007年以降は番組の序盤に行われており、男子が1周／女子が半周でマラソンコースを合計3周して行なったのが大多数であった。
2016年春と2017年春は、当年の正月に開催された箱根駅伝で、総合優勝に貢献した青山学院大学陸上競技部の主要メンバー各4人が、2年連続して出走。なお「赤坂5丁目ミニマラソン」と同様、原晋・青学大陸上部監督がゲスト解説を担当した。但し2017年春以降、ミニ駅伝は一切行われていない。
| 回 | 西暦・季節      | 優勝チーム名(メンバー)                                                                                                  | タイム   | 距離      | 備考・脚注 |
| -- | --------------- | --- | -------- | --------- | --- |
| 10 | 1996年・春（1） | 上岡龍太郎がズバリ!チーム （秋野暢子・そのまんま東・上岡龍太郎）                                                        | 8分35秒  | 2.07km    | 番組対抗戦。他は「どうぶつ奇想天外!」「山田邦子のしあわせにしてよ」「アッコにおまかせ!」が出走。                                                                           |
| 10 | 1996年・春（2） | 苗字が「い」で始まるチーム （磯野貴理子・池谷幸雄）                                                                     | 4分03秒  | 1.035km   | 他は「に」「ま」「さ」で始まる苗字チーム |
| 11 | 1996年・秋      | Toki-kin急行 好きだよ!好きやねんチーム （国分太一・城島茂）                                                             | 11分08秒 | 2.406km   | 番組対抗戦。他は「さんまのSUPERからくりTV」「スーパーサッカー」「渡る世間は鬼ばかり」が出走。                                                                              |
| 15 | 1998年・秋      | イメージアップチーム （池谷幸雄・大澄賢也・中山麻理・石田純一・渡嘉敷勝男）                                             | 19分57秒 | 4.606km   | クリーンチームとの一騎討ち戦。 |
| 19 | 2000年・秋      | 山田雅人・佐藤直子・旦那シモン・L.シモン                                                                                | 19分05秒 | 4.606km   | ミニマラソン上位4名（または3名+招待選手）をリーダーとするチーム編成。 |
| 21 | 2001年・秋      | 川村ひかる・おさる・そのまんま東                                                                                        | 14分42秒 | 3.434km   | ミニマラソン上位4名（または3名+招待選手）をリーダーとするチーム編成。 |
| 22 | 2002年・春      | 山田雅人・そのまんま東・L.シモン                                                                                        | 13分09秒 | 3.434km   | ミニマラソン上位4名（または3名+招待選手）をリーダーとするチーム編成。 |
| 23 | 2002年・秋      | そのまんま東・菊田早苗・木下明水                                                                                        | 13分25秒 | 3.434km   | ミニマラソン上位4名（または3名+招待選手）をリーダーとするチーム編成。 |
| 24 | 2003年・春      | 川村ひかる・そのまんま東・なかやまきんに君                                                                              | 14分06秒 | 3.434km   | ミニマラソン上位4名（または3名+招待選手）をリーダーとするチーム編成。 |
| 25 | 2003年・秋      | 30代チーム （木下明水・薬師寺保栄・水内猛）                                                                             | 16分28秒 | 3.434km   | 20代・30代・40代・50代の4チーム戦。 |
| 26 | 2004年・春      | 20代チーム （塩谷瞬・なかやまきんに君・西野亮廣）                                                                       | 15分32秒 | 3.468km   | 10代・20代・30代・40代・50代の5チーム戦。 |
| 27 | 2004年・秋      | 20代女性チーム （岩崎恭子・さくら・デファル）                                                                           | 14分44秒 | 3.468km   | 10代・20代男性・20代女性・30代・40代・50代の6チーム戦。 |
| 28 | 2005年・春      | 30代チーム （水内猛・森脇健児・デリマ）                                                                                 | 14分50秒 | 3.468km   | 10〜20代・30代・40代・50代の4チーム戦。 |
| 29 | 2005年・秋      | 40代チーム （野々村真・そのまんま東・谷川真理）                                                                         | 16分02秒 | 3.7692km  | 10〜20代・30代・40代・50代の4チーム戦。 |
| 30 | 2006年・春      | 30代チーム （ワッキー・水内猛・森脇健児）                                                                               | 13分24秒 |           | 10〜20代・30代・40代・50代の4チーム戦。 |
| 31 | 2006年・秋      | 50代チーム （石田純一・間寛平・ワイナイナ）                                                                             | 13分39秒 |           | 10〜20代・30代・40代・50代の4チーム戦。 |
| 32 | 2007年・春      | 世界陸上チーム （大島めぐみ・早狩実紀・リチャーズ）                                                                     | 17分16秒 |           | 東日本A・東日本B・西日本・九州沖縄と5チーム戦。 |
| 33 | 2007年・秋      | 50代チーム （間寛平・石田純一・東国原英夫）                                                                             | 8分47秒  | 2.200km   | 10〜20代・30代・40代・50代の4チーム戦。 |
| 34 | 2008年・春      | 40代チーム （野々村真・深沢邦之・森脇健児）                                                                             | 9分04秒  | 2.200km   | 20代・30代・40代・50代・女子の5チーム戦。 |
| 35 | 2008年・秋      | アダルトチーム （石田純一・間寛平・東国原英夫）                                                                         | 12分14秒 | 2.550km   | アダルト・ヤング・レディース・ケニアの4チーム戦 |
| 36 | 2009年・春      | 芸人チーム （春日俊彰・井上裕介・猫ひろし）                                                                             | 10分46秒 | 2.550km   | 俳優・芸人・男子アスリート・女子アスリート・政治家の5チーム戦 |
| 37 | 2009年・秋      | マラソンドリームチーム （千葉真子・谷川真理・ベノイト）                                                                 | 11分52秒 | 2.550km   | 女子駅伝。マラソンドリーム・美女アスリート・タレントランナー・女優アイドル・女子いろものの5チーム戦                                                                        |
| 40 | 2011年・春      | 30代Aチーム （小島よしお・中岡創一・東尾理子・猫ひろし）                                                                |          | [ 注 36 ] | 20代・30代A・30代B・40代・50〜60代の5チーム戦 |
| 48 | 2015年・春      | 炎の体育会TVチーム （上田竜也・金田朋子・田中卓志・鈴木奈々）                                                           |          |           | 4年振りに復活。「アイドル」「アルジャーノンに花束を」「アスリート」「ニセモノ」と5チーム戦。MCの和歌子がアイドルチームで参戦。これに伴い、有村架純が一時的に司会を務めた。 |
| 50 | 2016年・春      | 感謝祭・炎の体育会TV選抜チーム （上田竜也・小島よしお・ワッキー・森渉・宮沢氷魚・なかやまきんに君・ハリー杉山・佐野岳） |          |           | 青山学院大学陸上競技部チームとの一騎討ち戦。感謝祭・体育会TVチームは一人半周、青山学院チームは一人一周の特別ルールで実施。タイムハンデは無かった。                         |
| 51 | 2016年・秋      | サクラセブンズチーム （中村知春・桑井亜乃・山口真理恵・鈴木彩香）                                                       |          |           | イケメン美女・2016年ブレイク・バラエティ・感謝祭・サクラセブンズの5チーム戦。タイムハンデは無かった。                                                                      |
| 52 | 2017年・春      | 青山学院大学陸上競技部チーム （鈴木塁人・森田歩希・梶谷瑠哉・小野田勇次）                                               |          |           | 芸能人最速チームとの一騎討ち戦。芸能人最速チーム一人一周、青山学院チームは一人二周の特別ルールで実施。タイムハンデは無かった。なお、現時点では最後の開催である。           |

### 赤坂5丁目ミニバイアスロン
1998年の春・秋に開催。バイアスロンのスキーをマラソンに変えた企画。コース途中にある風船を吹き矢で割りながら、マラソンコースを3周走る。風船は、心臓破りの坂とBスタジオに設置されており、心臓破りの坂では3個、Bスタジオでは5個を割る。秋の大会では、風船のサイズが小さくなった。
谷川・東・なべやかんなどの常連ランナーはこの年、ミニマラソンに出場できなかったため、こちらに参加した。
優勝は春・秋ともに谷川真理。

### オールスター感謝祭シドニーマラソン
2000年春、シドニーオリンピック開催を記念して行われた特別企画。オーストラリアのシドニーの陸上競技場を貸切り、感謝祭選抜メンバー（出走順に渡嘉敷勝男、石田純一、谷川真理、野々村真、そのまんま東）が5人リレーで1,0000mを走り、シドニー五輪・女子マラソン種目での活躍を期待されていたリディア・シモンと対決する、というものであった。ハンデは時間ではなく、シモンが620m多く走るというものだった。

### ミニマラソンクイズ
2017年春、ミニマラソン本戦が終わったところで間髪入れずに始まったクイズピリオド。問題は2問用意されており、1問目は「『心臓破りの坂』でカメラマンに扮した大物芸能人は?」、続く2問目は「『折り返しコーン』に隠れていた大物芸能人は?」の問題が出題された。正解は、1問目は哀川翔、2問目は草野仁。そしてこのピリオドのトップは陣内智則だった。

## 他の番組等での類似企画
- 赤坂5丁目3番地6号ミニミニミニミニミニマラソン
TBSラジオでやっていた「伊集院光 日曜日の秘密基地」のスペシャルウイーク企画「秋の大運動会スペシャル」の1コーナー。こちらは本家と違ってTBSの社屋から出ないものだった。コースは当番組を放送している9階のスタジオをスタートし、地下1階の駐車場まで階段を降りて反対側の階段を9階まで駆け上がるのが1周と換算する。これをTBSテレビのチャンネル番号に「6」にちなんで6周するもので、（直線150m＋250段昇り降り）×6といった本家よりハードなものだった。参加者は柴田英嗣、小原正子、桐畑トール（このうち2周は当時の相方田中健三が担当）、五十嵐良一の4人。

- 台場2丁目マラソン
文字通り、フジテレビがオールスター感謝祭を模して、「ジャンクSPORTS」のスペシャルで、2005年に一度だけ行われた企画である。同局の女子アナが走った。司会者の浜田雅功は「パクリかい!」とつっこんでいた。放送はオールスター感謝祭放送の4日前だった。

- 矢部浩之27時間100kmマラソン
2011年7月23日・24日に放送された『FNS27時間テレビ』（フジテレビ）内。コースの途中でTBS敷地内を走る箇所があり、実際に心臓破りの坂を矢部が走っていたところに猫・ワイナイナが追いつき、さらには周回遅れのクロちゃんを抜くというシーンが展開された。

- 赤坂5丁目ミニ競歩
同局の生放送情報番組『ビビット』2017年8月17日放送回にて実施。同日ゲスト出演していた小林快（世界陸上2017ロンドン・男子50km競歩銅メダリスト）と番組MCの国分太一が同局社屋内の特設コース約165mで競歩対決を行った。国分にはタイムハンデとして20秒が与えられたが、結果小林が勝利となった。

- 古作1丁目マラソン
2017年9月24日に、中山競馬場でレース終了後に開催された「ファンと騎手との集い」の中で実施[17]。JRA騎手選抜メンバーと、当番組の常連出場者である内藤大助が、中山競馬場内のパドック周辺を周回するコースでマラソン対決を行った。更には、解説としてこちらも当番組の常連出場者である森脇がゲスト出演した。ちなみに、「古作1丁目」とは、中山競馬場の実際の所在地で、千葉県船橋市内にある。実況は小塚歩。